# الآلهة الغاضبة

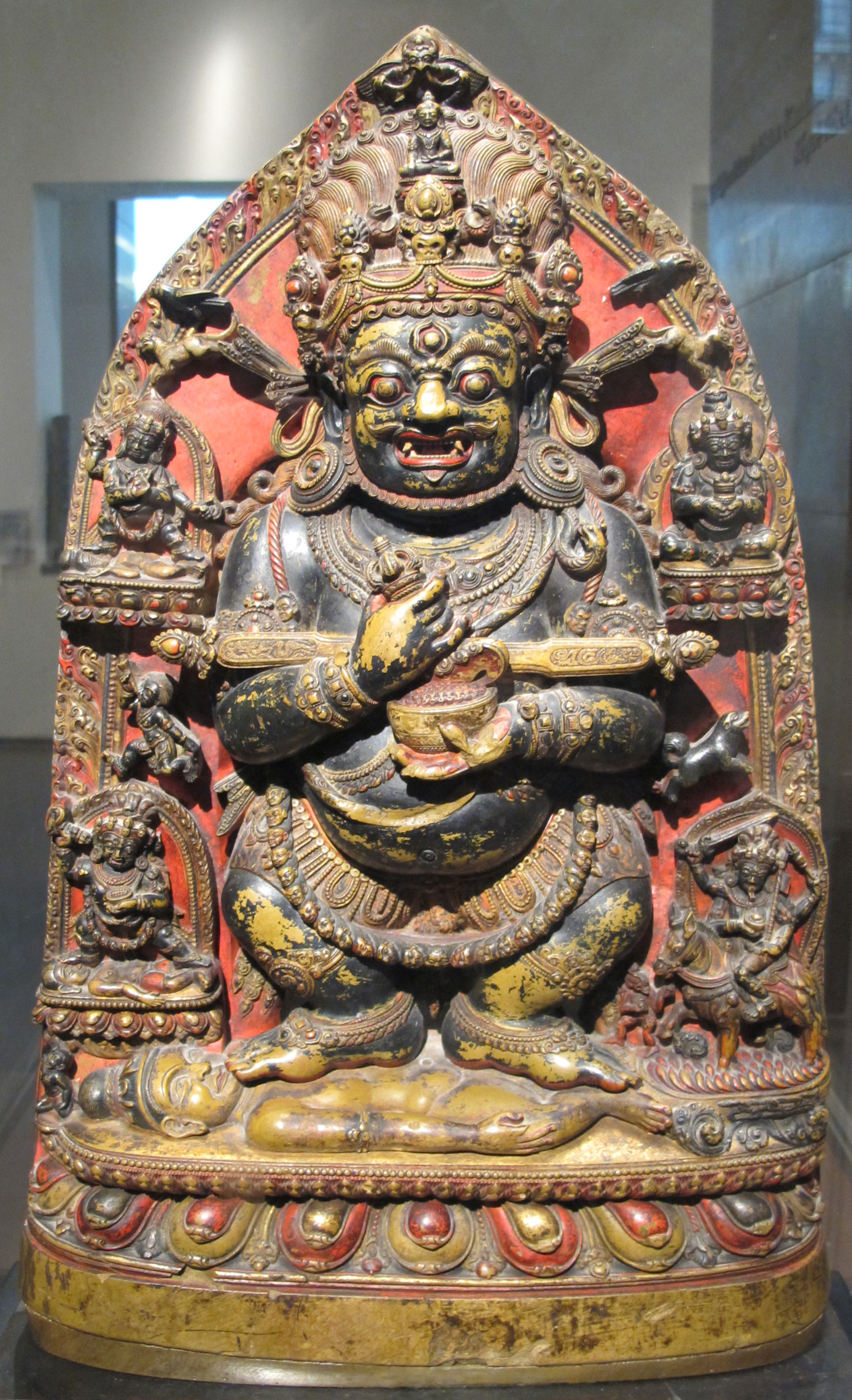
تمثال لماهاكالا

في البوذية، الآلهة الغاضبة أو الآلهة الحانقة هي الهيئات (أو «الجوانب»، «الظهورات») الغاضبة أو الحانقة أو الجبارة (بالتبتية: ترو، بالسنسكريتية: كرودها) للبوذات المتنورين، أو البوداسفات، أو الديفات (كائنات إلهية). بسبب قدرتهم على تدمير العقبات التي تعترض سبيل التنور، يُسمون أيضًا كرودها – فيغهانتاكا، «مدمرو العقبات الجبارون». الآلهة الغاضبة ميزة بارزة في أيكونغرافيا (علم دراسة الأيقونات) البوذية الماهايانية والفاجرايانية. ظهرت هذه الأنماط من الآلهة للمرة الأولى في الهند في أواخر القرن السادس وكان مصدرها الرئيسي الصور المأخذوة عن الياكشا وأصبحت بحلول أواخر القرن العاشر وأوائل القرن الحادي عشر سمة مركزية من سمات البوذية التنترية.

## نظرة عامة
في تقاليد البوذية الماهايانية غير التنترية، هذه الكائنات آلهة حامية تدمر العقبات المعترضة طريق البوذا والدارما، تلعب دور حراس ضد الشياطين وتجمع الكائنات الواعية بغية الإنصات إلى تعاليم البوذات. في البوذية التنترية، يُعتبرون هيئات غاضبة ومرعبة من البوذات والبوداسفات أنفسهم. قد تتخذ الكائنات المتنورة هذه الأشكال لحماية الكائنات الواعية الحائرة ومساعدتها. يمثلون أيضًا الطاقة والقوة اللازمتين لتحويل العوامل النفسية السلبية إلى حكمة وعطف. يمثلون أيضًا قوة وعطف النشاط المتنور الذي يستخدم وسائل متقنة متعددة (أوبايا) لإرشاد الكائنات الواعية بالإضافة إلى عنصر التنترا القابل للتحول الذي يستخدم المشاعر السلبية كجزء من الطريق. وفقًا لتشوغيام ترونغبا: «يعمل الييديمات الحانقون بصورة أكثر مباشرة وقوة مع الشغف، والاضطهاد، والوهم، يغزونهم ويدوسونهم في الحال».
في الفن البوذي التنتري، تُقَدم الآلهة الغاضبة على أنها كائنات مرعبة، وذات مظهر شيطاني مزين بالجماجم البشرية وحليًا أخرى مقترنة بأقبية الموتى، بالإضافة إلى تصويرها أيضًا بسمات موحية جنسيًا. وفقًا لروب وينروث، تمثل الصور الحسية والغاضبة «الداء ودواؤه، والعواقب المُسخَرة باعتبارها القوة المحررة» ويذكر أنها «استعارات لعمليات اليوغا الداخلية في سبيل بلوغ التنور».

## الآلهة التنترية

### الييدامات
في الفاجرايانا الهندية التبتية، تُعد الييدامات هيئات إلهية للبوذات والبوداسفات. يستهل ممارس التنترية بالماندالا الخاصة بإله محدد يختاره (بالسنسكريتية: إستا – ديفاتا) ويمارس سادهانات (تأملات) معقدة حول الإله بغرض التحول الشخصي. ممارسة يوغا الإله هذه مركزية في الأشكال التنترية من البوذية كالبوذية التبتية. يمكن للييدامات أن تكون مسالمة، وغاضبة و«نصف غاضبة» (تمتلك كلا الجانبين الغاضب والمسالم). يمكن تقسيم الآلهة الغاضبة إلى قسمين: ذكور وإناث. الهيروكات (بالتبتية: كراغ ثونغ، يعني حرفيًا: «شارب الدماء») هي كائنات مذكرة متنورة تتخذ الهيئة الغاضبة للتعبير عن انفصالها عن عالم الجهل، مثل يامانتاكا، أو كاكراسامفارا، أو ماهاكالا أو فاجراكيلايا. داكيني (بالتبتية: كاندروما، «راكب السماء») هن قريناتهم المؤثنات، تُصورن أحيانًا إلى جانب هيروكا وأحيانًا كآلهة مستقلة. أكثر الداكيني الحانقة شيوعًا هن فاجرايوجيني وفاجرافاراهي.

### ملوك الحكمة
في البوذية الشرق آسيوية، يُعتبر ملوك الحكمة (بالسنسكريتية: فيدياراجا) تجليات إلهية للبوذات، يلعبون دور حامية، ورسل، ومدافعين عن الدارما البوذية. في الفاجرايانا الشرق آسيوية والبوذية الصينية الباطنية، ملوك الحكمة الخمسة تجليات للتاثاغاتا الخمسة.

## الحامية
الحامية (بالسنسكريتية بالا) أو دارما بالا (حماة الدارما)، هي كائنات قوية، غالبًا ما تكون الديفات أو البدواسفات الذين يحمون الديانة البوذية والمجتمع البوذي من التهديدات الداخلية والخارجية التي تتربص ممارستهم والعقبات المعترضة سبيلها. يمكن للدارمابالا أن يكون أيضًا غارودا، أو ناغا، أو ياكشا، أو غاندهارفا، أو أسورا. تتضمن تصنيفات الحامية الأخرى اللوكابالا أو «الملوك السماويون الأربعة» وكسيترابالا أو «حامية الأرض».

### الدارمابالا الثمانية
«الدارمابالا الثمانية» (بالتبتية: དྲག་གཤེད) واحد من التصنيفات الشائعة للدارمابالا، الذين يُفهم أنهم المدافعون عن البوذية. هم كائنات خارقة للطبيعة لهم رتبة البوداسف «ويُفترض أن يشنوا حربًا دون رحمة ضد الشياطين وأعداء البوذية». الدارمابالا الثمانية هم:
- ياما: إله الموت.
- ماهاكالا: الأسود العظيم.
- يامانتاكا: قاهر الموت.
- فيسرافانا أو كوبيرا: إله الثروة.
- هاياغريفا: ذو عنق الحصان.
- بالدين لامو: حامية التبت (مؤنثة).
- براهما الأبيض أو تشانغس با.
- بيغتسي: إله حرب من منغوليا.